# Musée de la Publicité
Le musée de la Publicité, fermé définitivement, est un ancien musée parisien implanté dans le palais du Louvre, dans le 1er arrondissement. Sa collection fait désormais partie de l'ensemble plus vaste de l'association Les Arts décoratifs. Du fait de leur fragilité le musée de la Publicité présente ses collections à l'occasion d'expositions temporaires. Les espaces dédiés à la publicité sont fermés au public entre deux expositions.

## Histoire et description
Créé en 1978 sous l’appellation de « Musée de l'Affiche » avec Alain Weill comme directeur jusqu'en 1983, il est rebaptisé « Musée de la Publicité » lors de son ouverture au 18 rue de Paradis dans le 10e arrondissement de Paris, puis ferme en 1990. En 1999, il rouvre dans des galeries réaménagées par Jean Nouvel, au sein du Musée des arts décoratifs de Paris situé au 107 rue de Rivoli dans le 1er arrondissement.
Le fonds comprend :
- 100 000 affiches, dont 50 000 du XVIIIe siècle à 1950 ;
- 30 000 annonces de presse (quotidiens, magazines, etc.) ;
- 20 000 films publicitaires français et étrangers depuis les années 30 au format vidéo ;
- des spots radiophoniques au format son ;
- des objets promotionnels...

## Expositions
- 2010 : La Belle Époque de Jules Chéret : de l’affiche au décor[3]
- 2012 : Ricard SA, depuis 1932[4]